# Abutilon thyrsodendron
Abutilon thyrsodendron är en malvaväxtart som beskrevs av August Heinrich Rudolf Grisebach. Abutilon thyrsodendron ingår i släktet klockmalvor, och familjen malvaväxter. Inga underarter finns listade i Catalogue of Life.